# Dom przy 1 rue Jean Morel w Charlieu
Dom przy 1 rue Jean Morel w Charlieu – dom wzniesiony w XVI wieku w Charlieu we Francji. Od 1889 roku posiada status monument historique, w kategorii classé MH (zabytek o znaczeniu krajowym).

## Lokalizacja
Dom jest zlokalizowany na terenie miejscowości Charlieu przy rue Jean-Morel, anciennement 2 rue Nationale, rue de Grenette, w departamencie Loara, w regionie Auvergne-Rhône-Alpes.

## Opis i historia
Dom został wzniesiony w XVI wieku.    

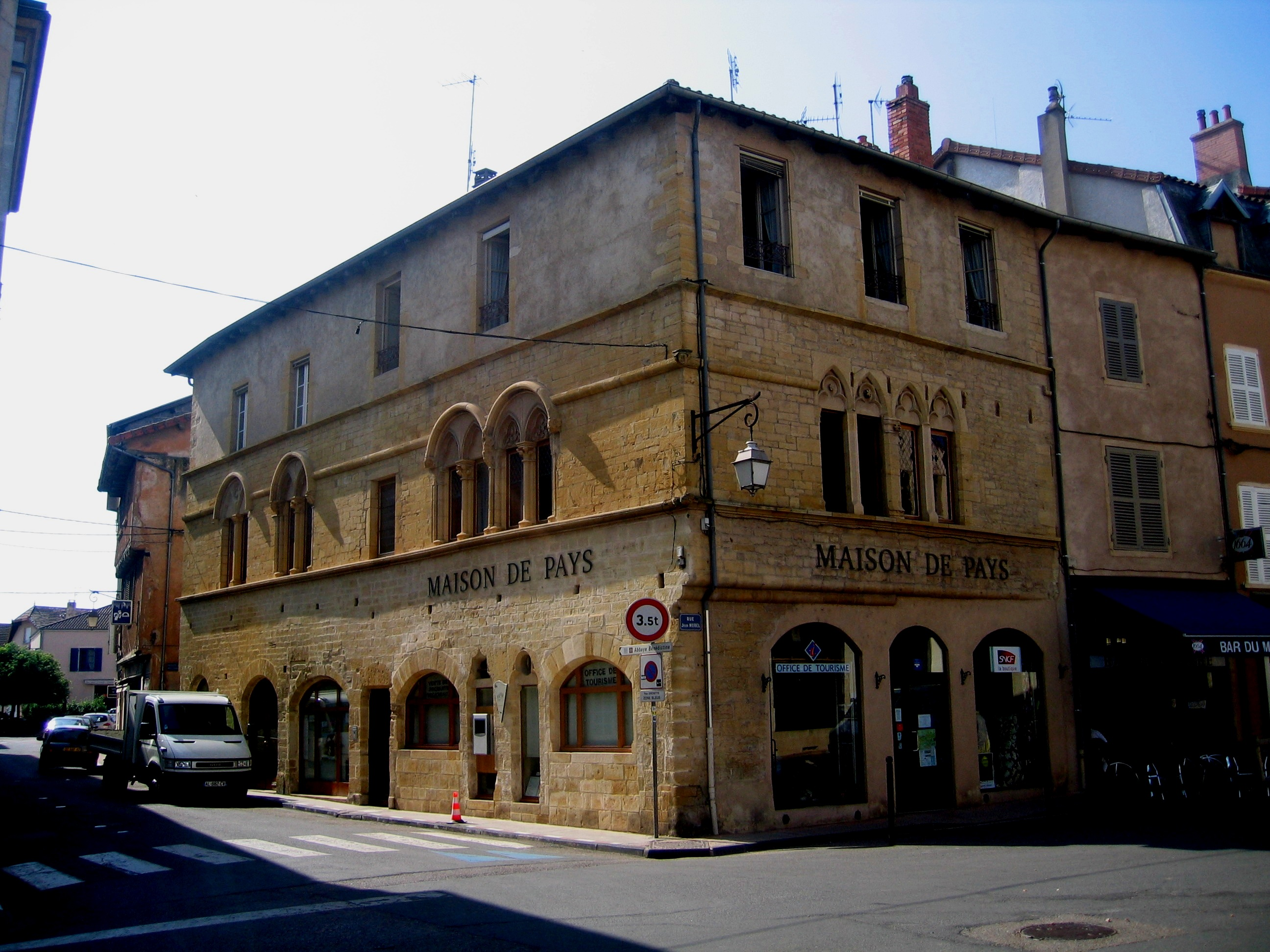
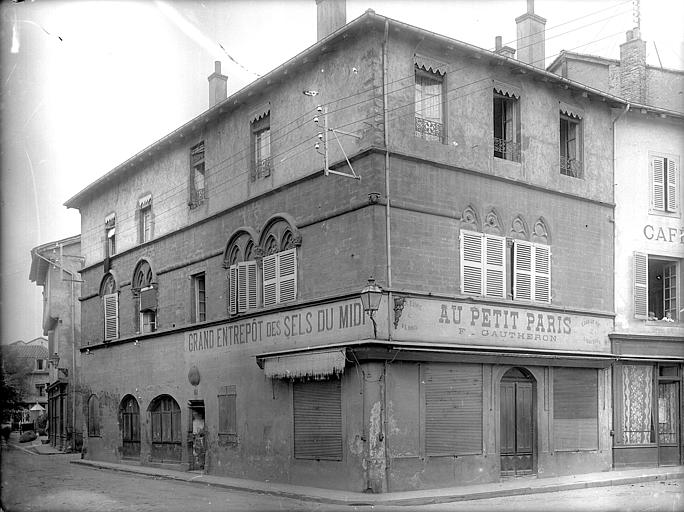
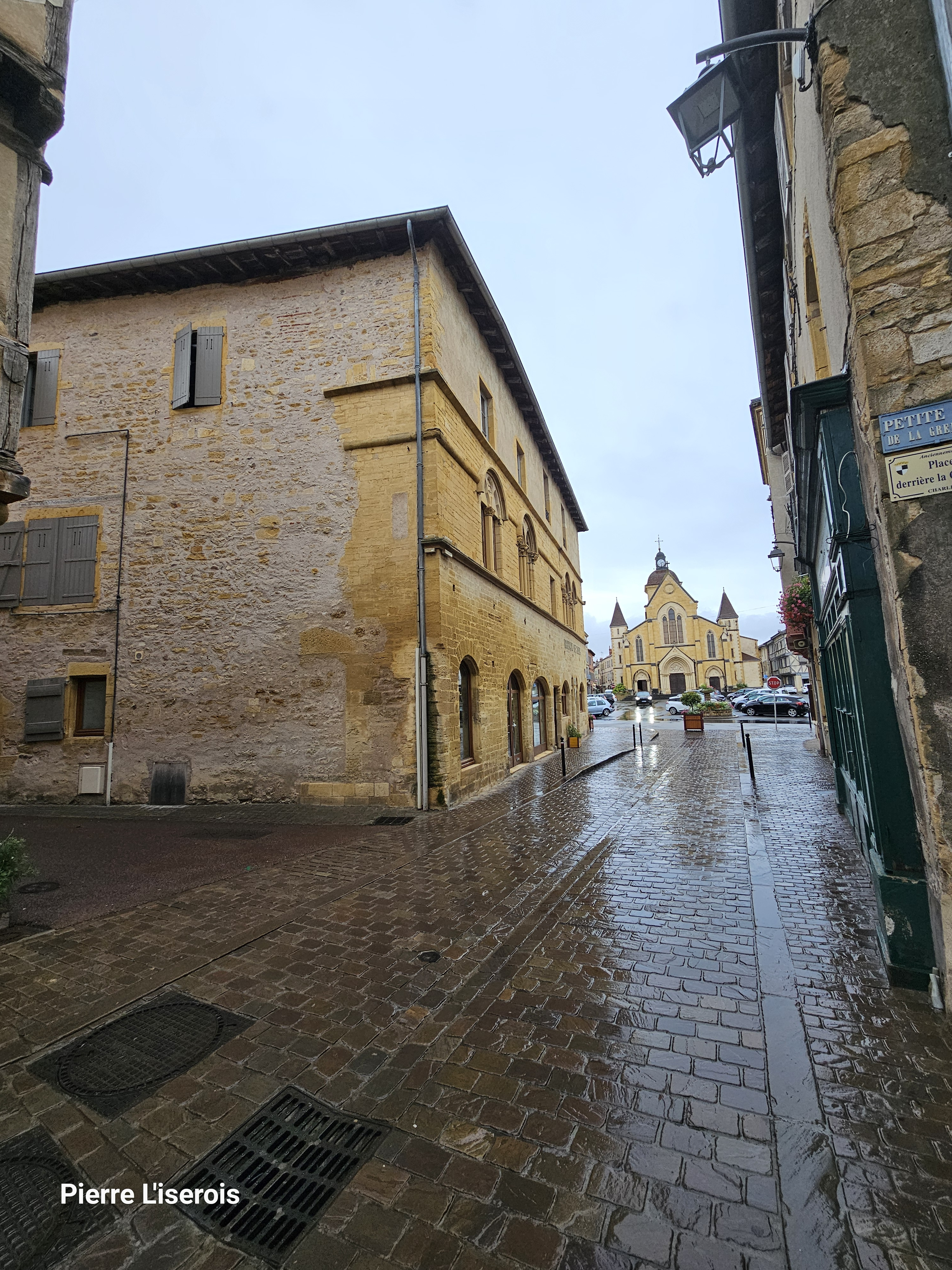
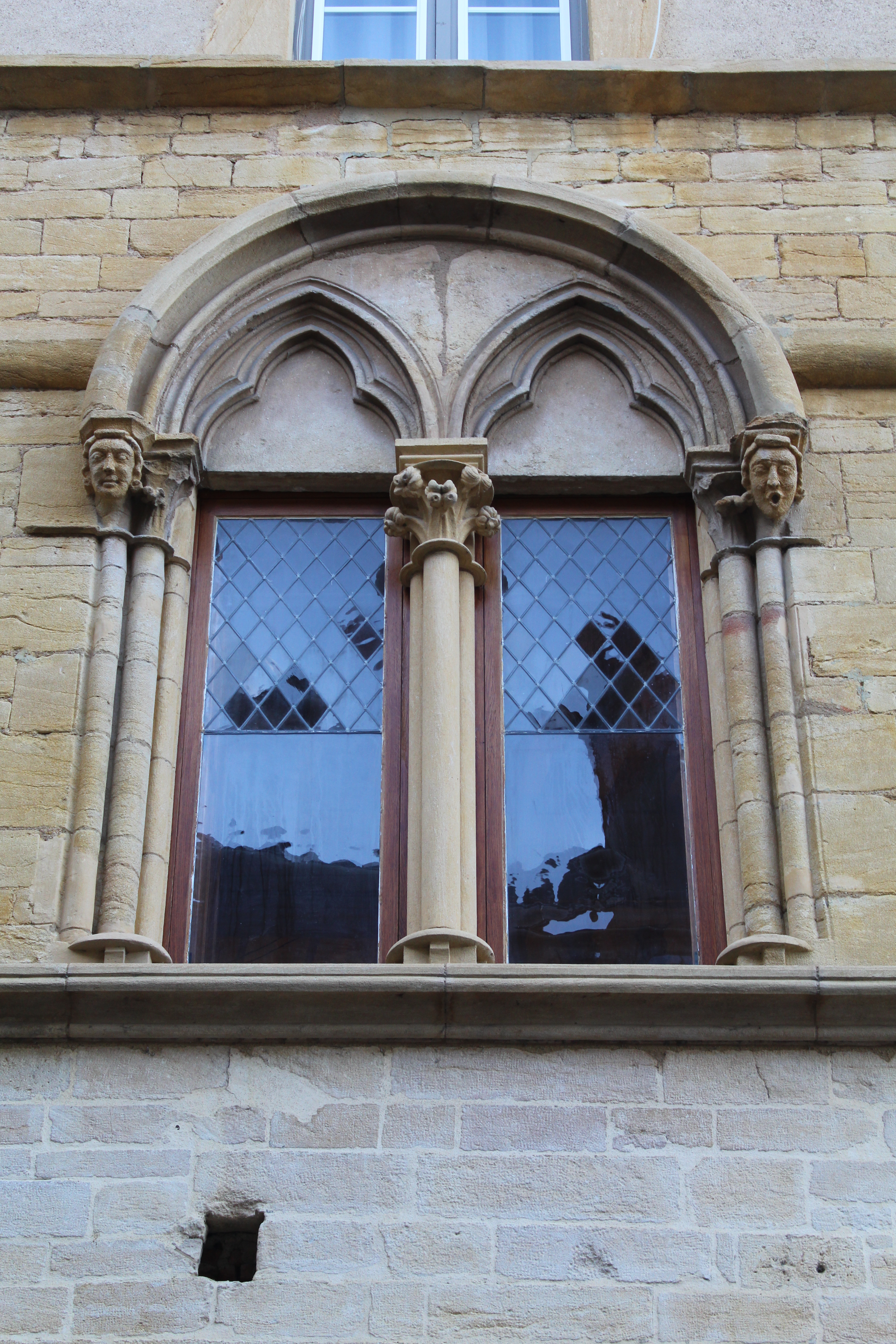
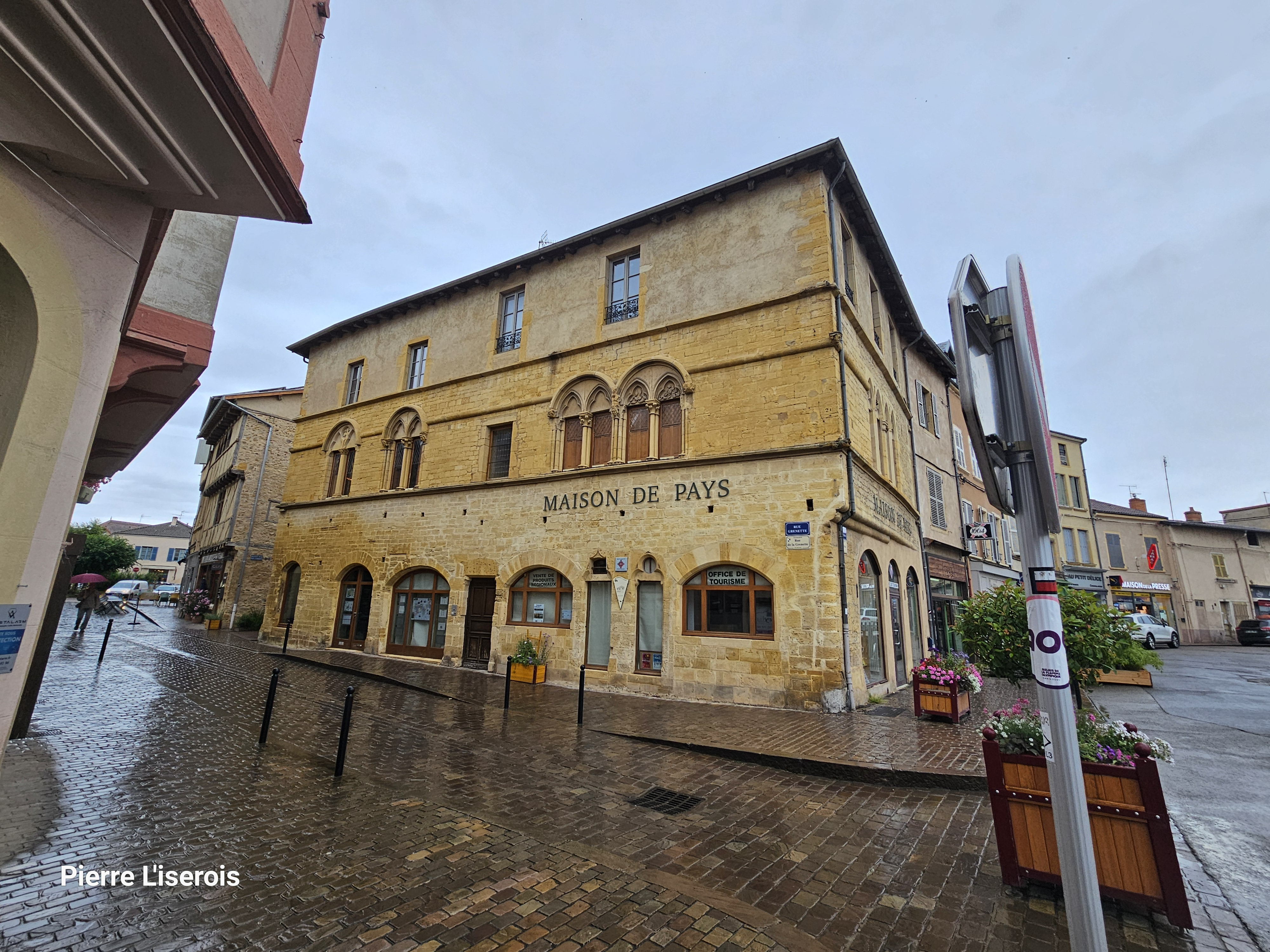